# クルト・ビューリゲン
クルト・ビューリゲン(ドイツ語: Kurt Bühligen,1917年12月13日 - 1986年9月11日)は、第二次世界大戦時のドイツ空軍の軍人。最終階級は中佐。700回以上出撃し、112機の敵機を撃墜したエース・パイロットであり、柏葉・剣付騎士鉄十字章を受勲した。

## 生い立ち
1917年12月13日、ビューリゲンはドイツ帝国のザクセン州にあるグランシュッツに、配管工の息子として生まれた。1936年3月13日にビューリゲンはザクセン州のオーシャッツで、飛行訓練生(Flieger-Ersatz-Abteilung)としてドイツ空軍に入隊した。その後、新兵訓練の結果、1937年9月から、1938年2月15日までの間、ビューリゲンは航空整備士として第135爆撃航空団に配属された。1938年2月16日から1939年4月30日の期間は、第2爆撃航空団第2飛行中隊(2./KG4)に所属している。

## 第二次世界大戦
ビューリゲンは航空整備士としてドイツ空軍に入隊したが、1938年から1939年の間にパイロットに転向している。1940年7月、ビューリゲン伍長(Unteroffizier)は第2戦闘航空団(JG2)にパイロットとして配属された。
1940年11月4日、ビューリゲンはホーカー ハリケーンを撃墜し、初の戦果をあげた。そして撃墜数が20を超えると、騎士鉄十字章が授与された。
1942年12月ごろ、ビューリゲンの所属する第2戦闘航空団第II飛行隊(II./JG2)は北アフリカ戦線のチュニジアに移動しており、1943年3月に欧州に戻るまでに撃墜数40機を記録した。1944年3月になるとビューリゲン少佐(Major)は撃墜数を96機まで伸ばし、第II飛行隊の飛行隊長となっていた。6月7日、ビューリゲンはドイツ空軍で75番目となる撃墜数100機を達成した。その頃、JG2は東部戦線に移動しソ連軍と戦っていた。1945年初期、JG2の戦闘航空団司令となっていたビューリゲンはエンジンの故障のために墜落し、ソ連の捕虜となった。その後、1950年に釈放された。
ビューリゲンは700回を超える出撃の中で、112機の敵機を撃墜した。この記録は、西部戦線と北アフリカ戦線でのスピットファイア47機、アメリカ陸軍航空隊(USAAF)所属のP-3813機、P-479機、スピットファイア7機、そして24機の四発爆撃機を含んでいる。これらの戦果は、西部戦線においてドイツ空軍が記録した4番目に多い撃墜数である。最終的なビューリゲンの階級は中佐(Oberstleutnant)で、地位はJG2の戦闘航空団司令であった。
1985年8月11日、ヘッセン州のニッダで死去。

## 叙勲
- 戦傷章銀賞
- 空軍名誉杯 (1941年7月24日)[2]
- ペナント付き黄金空軍前線飛行章
- パイロット兼観測員章
- ドイツ十字章金章 (1943年6月25日):第2戦闘航空団(JG2)所属の少尉(Leutnant)として[3]
- 鉄十字章 (1939)
  - 第2級鉄十字章 (10940年10月29日)[4][5]
  - 第1級鉄十字章 (1940年9月10日)[4][5]
- 柏葉・剣付騎士鉄十字章
  - 騎士鉄十字章 (1941年9月4日):第2戦闘航空団第II飛行隊(II./JG2)所属の軍曹(Oberfeldwebel)として[6][Note 1][Note 2]
  - 柏葉章"第413号" (1944年3月2日):第2戦闘航空団第II飛行隊(II./JG2)飛行隊長の少佐(Major）として[7][9][10]
  - 剣章"第88号" (1944年8月14日):第2戦闘航空団(JG2)司令の少佐(Major)として[7][11][12]